# Lokomotiv Tasjkent
Lokomotiv Tasjkent is een Oezbeekse voetbalclub uit de hoofdstad Tasjkent. 
De club werd opgericht in 2002 en ging van start in de tweede klasse. Na twee seizoenen promoveerde de club naar de hoogste klasse. Hier speelde de club tot 2010 en eindigde steevast in de middenmoot met een zesde plaats als beste resultaat. In 2011 werd de club meteen weer kampioen in de tweede klasse. Bij de terugkeer in de hoogste klasse eindigde de club meteen op een gedeelde tweede plaats achter stadsrivaal FC Bunyodkor en kwalificeerde zich zo voor internationaal voetbal. In 2016, 2017 en 2018 werd de club landskampioen. Ook won de club in 2014, 2016 en 2017 de beker.